# Mondeuse noire
 (octobre 2021).
Ne doit pas être confondu avec Mondeuse blanche.
La mondeuse noire est un cépage noir de Savoie (avant la crise phylloxérique, c'était le cépage le plus important de la région), employé aussi en Bugey et en Isère. Il a disparu de la région de Vichy (Auvergne) où il était encore cultivé en 1860 dans le vignoble vichyssois.

## Caractéristiques

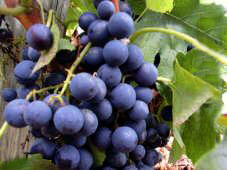
Grappe de mondeuse noire.

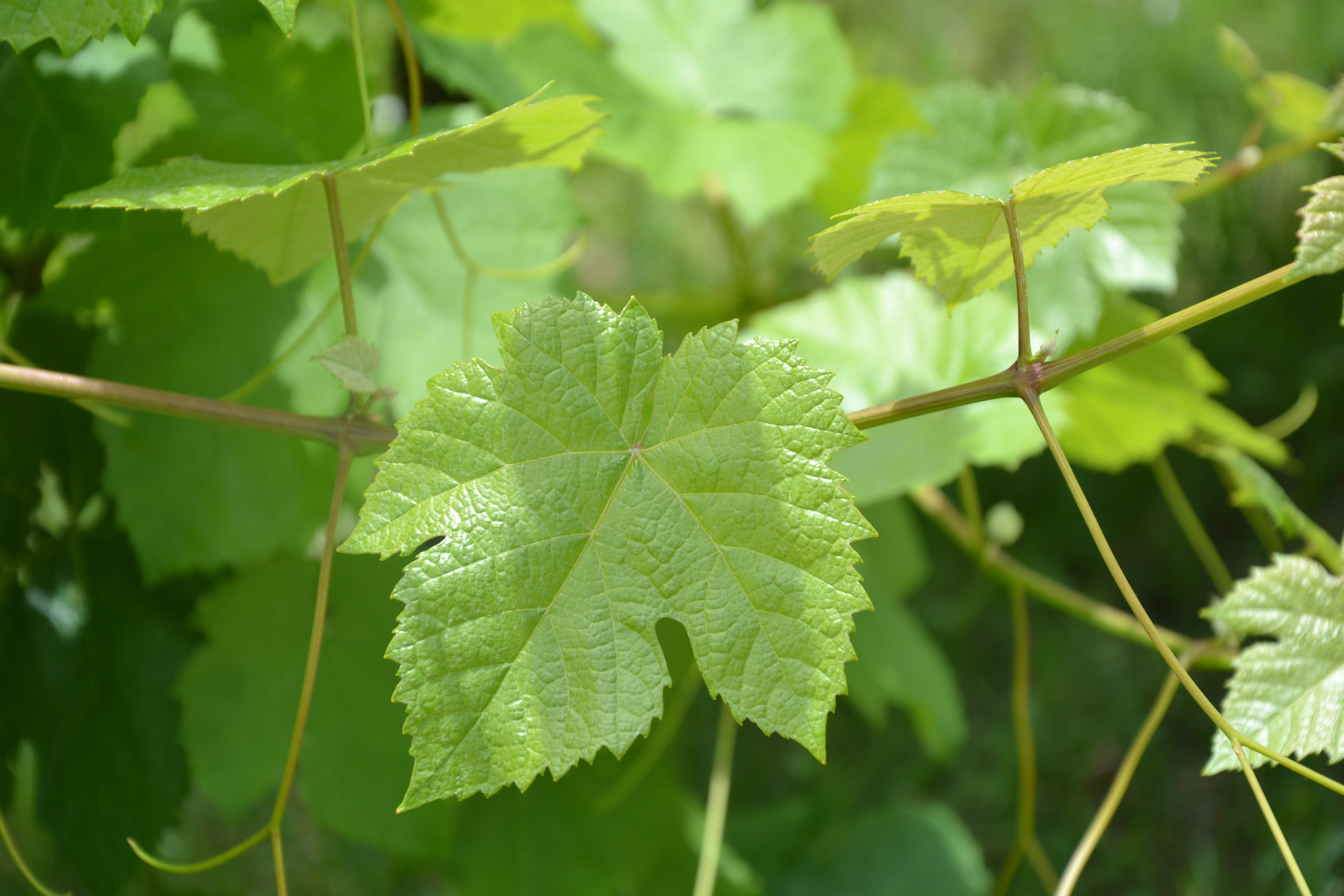
Jeune feuille de mondeuse.

Ce cépage tardif donne, les bonnes années, un vin de garde de grande qualité, charpenté et de caractère. Avec l'âge, le vin de mondeuse noire prend un bouquet évoquant la violette ou la framboise, parfois la truffe.

## Diffusion
On le rencontre aussi en Suisse, en Italie, dans la région du Frioul-Vénétie Julienne — dont il pourrait être originaire — sous le nom de Refosco, et en Yougoslavie, en Californie, en Argentine, et en Australie où il participe à des vins de type Porto.

## Synonymes
La mondeuse noire porte aussi les noms suivants : Argilliers, Begeain, Begean, Chétuan, Chintuan, Cotillon des dames, Gascon, Grand Chétuan, Grand Picot, Gris Picot, Gros Chétuan, Gros Plant, Gros Rouge du Pays, Grosse Syrah, Gueyne, Languedoc, Maldoux, Mandouze, Marcelin, Margilien, Marlanche noire, Marsanne ronde, Marve, Maudoux, Meximieux, Molette noire, Morlanche, Mouteuse, Parcense, Persagne, Persaigne, Persanne, Pinot vache, Prossaigne, Rouget, Salanaise, Savoète, Savoyanche, Savoyange, Anne Savoie, Savoie, Savoyet, Tournarin, Tournerin et Vache tresseau.